# Schmalenbach (Halver)

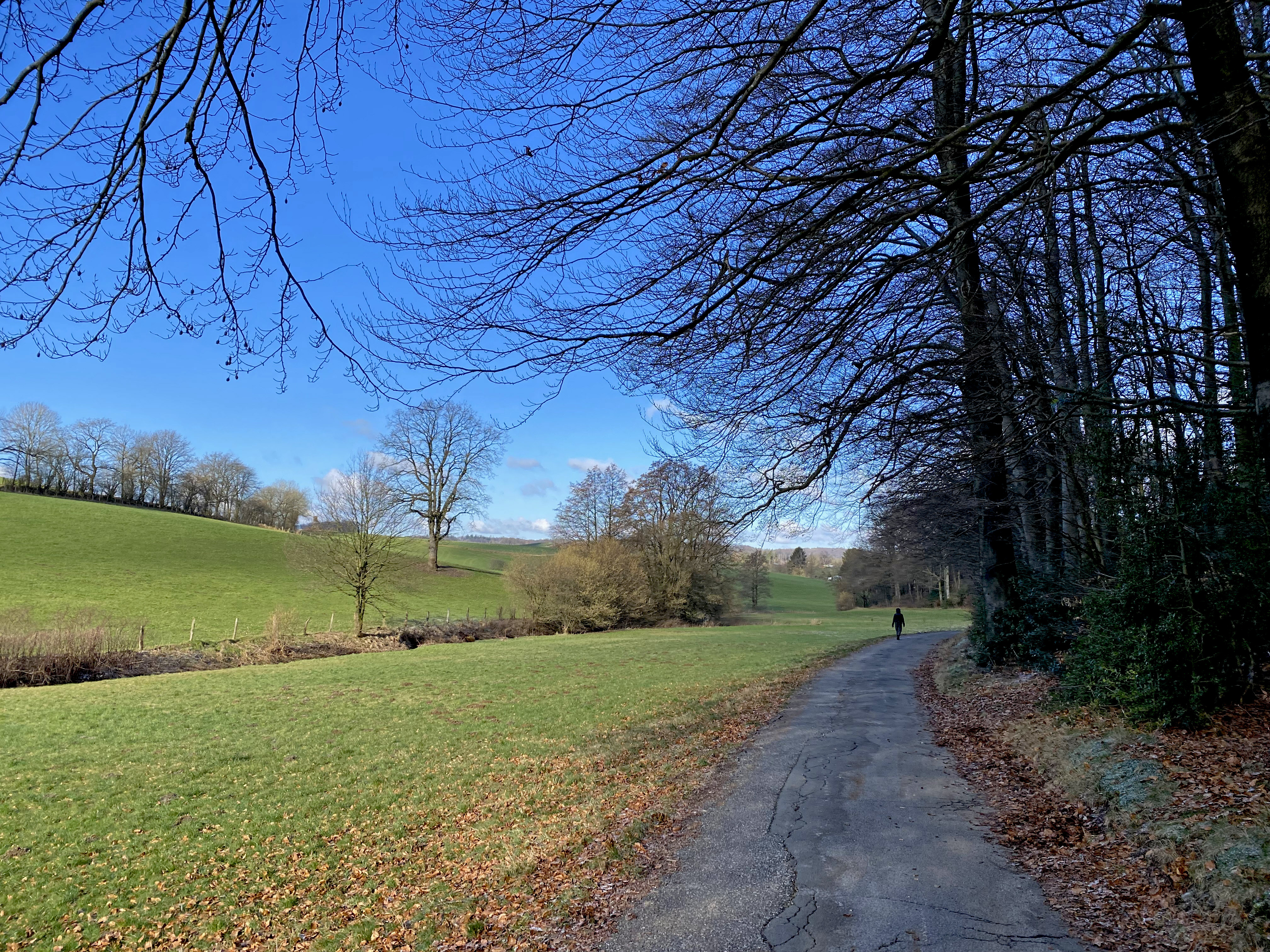
Schmalenbachtal (Halver)

Schmalenbach ist ein Ort in Halver im Märkischen Kreis im Regierungsbezirk Arnsberg in Nordrhein-Westfalen (Deutschland).

## Lage und Geografie
Die Siedlung Schmalenbach liegt westlich der Stadt Halver. Der Hauptort liegt auf einer Höhe von 364 Meter über Normalnull an der Bundesstraße 229. Das ostwärts vom Hof gelegene Haus ist das Geburtshaus von Eugen Schmalenbach.

## Geschichte

### Frühes Mittelalter – Vorgeschichte
Wie andere Stifte auch, errichtete das Kölner Stift St. Gereon gegen Ende der Sachsenkriege (770 bis 800) im Grenzgebiet zwischen den Franken und Sachsen eine große Grundherrschaft. Dazu gehörten eine ganze Reihe von Fronhöfen, unter anderem die für die Siedlung Schmalenbach wichtige Curtis Eichhofen (=Stieneichhofen). Es ist anzunehmen, dass die Hörigen vor allem Sachsen (Westfalen) waren, die unter die Grundherrschaft gezwungen wurden. Üblicherweise lebten alle der Grundherrschaft zugehörigen Personen auf den Fronhöfen und waren, als Teile der „Familia“, unfrei.

### Hochmittelalter
Nach 950 wurden abhängige Bauern aus dem Eickhof mit Land beliehen. Ein Bauer erhielt die Erlaubnis seine Sippe (curia = Gentilversammlung) am schmalen Bach anzusiedeln und Land zu roden. Dieser Bauer hatte genügend zu erwirtschaften, um nicht nur die eigene Familie, sondern zusätzlich (und in erster Linie) zum Erhalt der Grundherrschaft beizutragen.
Mit Zunahme der Geldwirtschaft wurden die Verpflichtungen gegenüber der Grundherrschaft in Erbpachtverhältnisse mit festen Beträgen umgewandelt, die dank der Geldentwertung sich zugunsten der Vollbauern entwickelten. Im bergisch-märkischen Raum wird von Rentenherrschaft gesprochen. Es kam für die Vollbauern quasi zu der Entwicklung eines Untereigentums an ihren Höfen. Nicht erbberechtigte Mitglieder der Familie wurden soweit möglich mit Unterstellen/Kotten versorgt oder in eine ungewisse Zukunft entlassen. Die Bauernschaft von St. Gereon und somit auch der Hof der Schmalenbach gehörten politisch nicht zum Kirchspiel Halver und wurden durch einen durch die Bauernschaft gewählten Schulten geführt. Für das Schultenamt des Oberhofes Eichhofen ist 1410 ein Gerlach von Schmalenbach nachweisbar. Zu dessen Aufgaben gehörten das Einziehen der Verpflichtungen der Hörigen und die niedere Gerichtsbarkeit. Es kann davon ausgegangen werden, dass dieses Amt in der Praxis verbrieft oder erblich und an den Hof gebunden war.

### Reformation – Dreißigjähriger Krieg
Nach dem Reichstag zu Worms (1521) begannen die Sturmjahre der Reformation. Auch im Kirchspiel Halver kam es, wie auch an vielen anderen Orten Deutschlands, vermutlich zu tumultartigen Vorgängen. Die Vorgänge um Halver wurden rund zweihundert Jahre später so beschrieben, dass „ein … streifendes Volk, Böcke genannt, parteiweise hier ins Land eingefallen“ ist „und fast alle die besten Häuser, besonders die an der großen Landstraße und gemeinen Passagen situiert gewesen, in Brand gesteckt“. „In den Jahren von 1560 bis 1570 versucht der Pastor Johann Piepenstock in Halver zu Gunsten der Reformation zu wirken. 1583 nimmt er die ev.-lutherische Religion an und von da an ist die Kirche zu Halver evangelisch.“

Am 9. September 1588 wurde Eichhofen an den märkischen Ritter Hermann v. Edelkirchen für 2000 Taler verkauft. Damit endete das Lehensverhältnis des Stiftes St. Gereon über Eichhofen. Der Hof Schmalenbach ging damit in das Lehnsverhältnis der v. Edelkirch über. Da die v. Edelkirch zu diesem Zeitpunkt schon evangelisch waren, kann man davon ausgehen, dass spätestens zu diesem Zeitpunkt die Schmalenbachs ev.-luth. wurden. Ebenfalls zu diesem Zeitpunkt trat die Bauernschaft von Eichhofen und damit auch die Schmalenbachs in das Kirchspiel Halver über.

1598 begann für die Schmalenbachs, wie auch für viele andere in der Region, das Vorspiel des Dreißigjährigen Krieges. In diesem Jahr nahmen die Spanier unter Admiral Francisco de Mendoza, um eine Besetzung durch die Niederländer zuvorzukommen, in der Grafschaft Mark ihr Winterquartier. „Den ganzen langen Winter hatte Volk und Land unter dem harten Druck dieser Besatzung Entsetzliches zu leiden.“ Aufgrund dieses Besatzungsregimes wurde in diesem Winter der Hof Schmalenbach von seinen Bewohner aufgeben. Wahrscheinlich fanden sich die Reste der schmalenbachschen Sippe neben anderen Flüchtlingen auf dem Freigut Edelkirchen ein und suchten dort Schutz Der Ritter Christian von Edelkirchen zu Hersfeld (wie auch eine Reihe anderer Ritter der Umgebung) kündigte dem Herzog Johann Wilhelm (Jülich-Kleve-Berg) die Gefolgschaft und erachtete es als wichtiger seinen Leuten in dieser Gefahr den notwendigen Schutz zu bieten. 1632 verfügte der Markgraf von Brandenburg Georg Wilhelm (Brandenburg), dass die ordentliche Landpflege auf die Schützen übergeht. In den Kirchspielen des Amtes Altena wurden Schützenkompanien gebildet. Für die Halveraner bedeutet dieses vor allem Anerkennung ihres bisherigen Widerstandes und Legitimität.

Während der Kriegszeiten wurde der Hof Schmalenbach, soweit es überhaupt möglich war, durch einen kleinen Familienverband von Edelkirchen aus bewirtschaftet. Noch während des Krieges hat es mit einiger Sicherheit Versuche des Wiederaufbaus und auch wieder Plünderungen und Zerstörung gegeben. Weil die Bauernschaften des Kirchspiels sich soweit organisiert und die Verhältnisse sich soweit geändert hatten, dass nicht jeder durchziehende Haufen und deren Gefolge es wagen konnte, die Bauernschaften unter Druck zu setzen, waren die Aufbauaktivitäten gegen Ende des Krieges zielgerichteter und von mehr Erfolg gekrönt.

Es mag sein, dass die Grafschaft Mark im Vergleich zu anderen Regionen, wie Pommern, Thüringen und der Pfalz, relativ gut durch den Krieg gekommen ist. Zugespitzt lässt sich fragen, ob die Schmalenbachs ihre Situation als vergleichsweise günstig angesehen haben, angesichts der Vertreibung vom Hof, einlogierter spanischer Truppen sowie von „Einlagerungen, Durchzügen und Schatzungen durch holländische, schwedische, ligistische, hessische und anderen Truppen“, dass sie von der Pest bedroht waren, Ernteausfälle zu kompensieren hatten und dabei den Steuerdruck der Obrigkeit spürten.

### Neuzeit
Nachdem die Besatzungstruppen 1649 die Grafschaft Mark verlassen hatten, konnte zielgerichteter an den Ausbau des Hofes gedacht werden. War während des Krieges der Einsatz des ganzen Familienverbandes notwendig, so differenzierte sich nach dem Krieg der Hof in zwei Teile auf. Die Bauern zu dieser Zeit waren Johan und Gertrud zur Schmalenbach (der Sohn von Wilhelm Schmalenbach) sowie Heinrich der Ältere und Dorothea zur Schmalenbach.

In den Jahren nach 1648 war Brandenburg noch nicht in der Lage, sich als Staat in der Mark durchzusetzen. Die eigentliche Inbesitznahme gelang nur langsam, da die Landstände dies zu verhindern versuchten. Sie setzten vor allem auf die Einheit des alten Herzogtums Jülich-Kleve. Dieses ließ Freiräume für die Etablierung der Bauernhöfe um Halver, somit auch des Hofes der Schmalenbachs, als relativ freie (kontribuable = gegenüber dem König uneingeschränkt steuerpflichtige) Bauerngüter zu.
Als unter Friedrich Wilhelm I. (Preußen) 1733 das Kantonssystem zur Rekrutierung von Soldaten eingeführt wurde, kam es zu einem Durchgriff des preußischen Staates auf die Bauerngüter, somit auch auf die Schmalenbachs. Die Folge war eine dramatische Abwanderung in das Bergische. Wirtschaftlich wurden unter Friedrich Wilhelm I. (Preußen) und Friedrich II. (Preußen) die Bauerngüter ausgepresst und waren kaum noch lebensfähig. Wahrscheinlich entzog sich Johann Henrich Schmalenbach einer bevorstehenden Rekrutierung durch Heirat in das Bergische (unsicherer Kantonist).
Nach dem Siebenjährigen Krieg kam es in der Mark zu einer fast dreißigjährige Ruhephase, in der es gerade in der Region um Halver zu einem beachtlichen wirtschaftlichen Aufschwung kam. Nicht unwesentlich trugen dazu die zugesagte Kantonsfreiheit als auch ein Generalpardon für Deserteure und Auswanderer bei. Die Auswanderer kehrten in Scharen zurück, so auch Johan Henrich. Sein Sohn Johann Christoph Schmalenbach übernahm durch Einheirat das schmalenbachsche Gut. Vater und Sohn brachten die Beziehungen bis nach Wuppertal mit in das Geschäft und zogen Fachkräfte nach sich. Westlich von Halver entstand ein Netzwerk der Eisenwarenfertigung (Uhren, Feilen, Bohrer, Baubeschläge, …). Das Schmalenbachsche Gut hatte Teil an diesem wirtschaftlichen Aufschwung durch Vorspann- und Versorgungsdienste sowie durch Handel mit Kohle, Roheisen im Einkauf und Eisenwaren im Kommissionsverkauf. In dieser Zeit wurde das Haupthaus in Form eines niederdeutschen Hallenhauses errichtet.

### Industrialisierung
Die Franzosenzeit (1806 bis 1813) beseitigte dann endgültig die Lehnsverhältnisse über das schmalenbachsche Gut und schaffte Gewerbefreiheit. Aber sowohl übermäßige Besteuerung als auch rücksichtslose Aushebung zum Kriegsdienst lasteten schwer auf der Bevölkerung. Nach der Aufhebung der Kontinentalsperre und dem Ende der Befreiungskriege nach 1815 ergoss sich eine Flut von englischem Stahl auf den deutschen Markt. Er war 40–60 % billiger als der deutsche. Die deutsche Eisenindustrie, wie auch die märkische, waren diesem Ansturm zunächst nicht gewachsen und gerieten in eine schwere Krise. Die Armut und Trunksucht nahm in den 1820er Jahren um Halver erschreckende Ausmaße an, und es dauerte Jahrzehnte, bis der Rückstand aufgeholt war. Der preußische Staat reagierte auf diese Krise unter anderem mit einem staatlichen Wiederaufforstungsprogramm. Johann Christoph Schmalenbach und sein Sohn Hermann Henrich Schmalenbach engagierten sich bei diesem Programm mit Wiederaufforstungen in der Umgebung von Halver. Die wirtschaftliche Basis des schmalenbachschen Gutes war in der Mitte des 19. Jahrhunderts das Fuhrunternehmen. Der Fuhrbetrieb musste nach der verkehrsmäßigen Erschließung Halvers durch die Eisenbahn (1888) eingestellt werden. Versuche, durch Einrichtung eines Dampfschmiedehammers wirtschaftlich wieder auf die Beine zu kommen, scheiterten aufgrund von Erbstreitigkeiten, der wirtschaftlichen Situation sowie der verkehrsmäßig abgeschnittenen Lage des Gutes. Der Hof wurde 1898 zwangsversteigert. Die Schmalenbachs dieses Hofes sind daraufhin nach Posen ausgewandert.
1818 lebten 28 Einwohner im Ort. Laut der Ortschafts- und Entfernungs-Tabelle des Regierungs-Bezirks Arnsberg wurde Schmalenbach als Hof kategorisiert und besaß 1838 eine Einwohnerzahl von 29, allesamt evangelischen Glaubens. Der Ort gehörte zur Eickhöfener Bauerschaft innerhalb der Bürgermeisterei Halver und besaß fünf Wohnhäuser und sechs landwirtschaftliche Gebäude.
Das Gemeindelexikon für die Provinz Westfalen von 1887 gibt eine Zahl von 63 Einwohnern an, die in sechs Wohnhäusern lebten.

## Politik
Schmalenbach ist Ortsteil von Halver.

## Wappen der Schmalenbachs

Wappen der Schmalenbachs

Blasonierung: „in R. ein w. r. in drei Reihen und acht Plätzen geschachter Balken, über dem Ganzen ein schmaler, gewellter w. Schrägbalken. Helm: geschlossener Flug r.-w., der vordere Flügel mit w. Lilie, der hintere mit fünfeckigem r. Stern belegt. Decken: w. r.“

## Die Familie Schmalenbach
Der älteste bisher bekannte Namensträger ist Girlaco de Smalenbecke aus Halver. Er wird in einer Urkunde des Stifts St. Gereon in Köln vom 16. August 1410 und im Schatzbuch der Grafschaft Mark am 16. August 1486 erwähnt. Am 13. Februar 1427 wirkt er als „Umstehender“ und „Urteilsfinder“ im Rechtsstreit des Reichsmarschalls Haupt von Pappenheim gegen Konrad von Freiberg zu Wahl vor dem Freistuhl zu Lüdenscheid mit.
Weitere Namensträger siehe unter Schmalenbach.